# NGC 3555
NGC 3555 is een lensvormig sterrenstelsel in het sterrenbeeld Leeuw. Het hemelobject werd op 24 augustus 1883 ontdekt door de Amerikaanse astronoom Lewis A. Swift.

## Synoniemen
- ZWG 125.34
- PGC 33843